# Episodi di Squidbillies (ottava stagione)
L'ottava stagione della serie televisiva Squidbillies, composta da 9 episodi, è stata trasmessa negli Stati Uniti, da Adult Swim, dall'11 agosto al 13 ottobre 2013.
In Italia la stagione è inedita.
| nº | Titolo originale               | Prima TV USA      |
| -- | ------------------------------ | ----------------- |
| 1  | Granite Caverns                | 11 agosto 2013    |
| 2  | Ga-Ga-Ghost                    | 18 agosto 2013    |
| 3  | The Inkubator Lives!           | 25 agosto 2013    |
| 4  | Drone to the Bone              | 8 settembre 2013  |
| 5  | A Jailhouse Divided            | 15 settembre 2013 |
| 6  | Stop, Jammer Time              | 22 settembre 2013 |
| 7  | Thou Shale Not Drill           | 29 settembre 2013 |
| 8  | The Squid Stays in the Picture | 6 ottobre 2013    |
| 9  | Gun of a Son                   | 13 ottobre 2013   |

## Granite Caverns
- Diretto da: Jim Fortier e Dave Willis
- Scritto da: Jim Fortier e Dave Willis

### Trama
Dan Halen e Rusty decidono di intraprendere una nuova attività commerciale trasformando la grotta locale in una sorta di attrazione cittadina dove le persone possono entrare, pagare una quota e scattare delle foto con dei disegni rupestri. Anche Early vuole entrare nella grotta, ma solo per sedersi in un finto trono di roccia e per autodefinirsi Re Calamaro, pensando che un giorno gli alieni torneranno sulla Terra e lo guarderanno come un Dio. Dan inizia a preoccuparsi che i clienti scopriranno che le pitture sono false e che la grotta crollerà e ucciderà tutte le persone e che dovrebbe essere Rusty a pensare a tutto questo. Di conseguenza, Rusty decide di arruolare suo padre, il quale però si mette a sparare al soffitto con il suo fucile a canne mozze, provocando il crollo della caverna. Rusty e Early, intrappolati tra le rocce, iniziano a discutere sul fatto che gli alieni esistono davvero oppure no, ma a quanto pare sembra che Early abbia ragione visto che degli alieni provenienti dallo spazio hanno rapito Granny e lo sceriffo.
- Guest star: Bradford Cox (sé stesso), Jared Swilley (sé stesso).
- Altri interpreti: Lear Bunda, Foolio Jones, Doug Richards (reporter), Andrew Donnelly (alieno viola).
- Ascolti USA: telespettatori 1.226.000 – rating/share 18-49 anni.[2]
- Sigla: Black Lips.[3]

## Ga-Ga-Ghost
- Diretto da: Jim Fortier e Dave Willis
- Scritto da: Jim Fortier e Dave Willis

### Trama
Ga-Ga-Pee-Pap è morto e Early e la sua famiglia stanno ballando sulla sua tomba. Tuttavia, quando non è in pubblico, il calamaro è riservato e si mostra piuttosto sconvolto per la scomparsa di suo padre e ancor più quando si imbatte nei giocattoli lasciati da Pee Pap come parte della sua buona volontà e per il suo testamento. Più tardi quella notte, Early viene visitato dallo spirito di Pee Pap, ma è l'unico che può vederlo. Pee Pap dice a Early che i giocattoli valgono molti soldi e che Rusty ha anche un compratore, ma Early finisce per bruciarli. Alla fine, insieme al padre, rade la casa al suolo e decide di andare a commettere alcuni crimini con Pee Pap, in onore dei vecchi tempi. Padre e figlio vanno a rapinare una banca, ma Pee Pap non può prelevare denaro dal caveau perché il denaro non può passare attraverso l'acciaio. Pensando che il padre non riuscisse a fare una cosa così semplice, almeno per lui, Early decide di spararsi in testa, così da diventare un fantasma anche lui. Rusty è scioccato e prova a portare il padre in ospedale dove poi riescono a rianimarlo, anche se sarà costretto a rimanere in sedia a rotelle per il resto della sua vita.
- Guest star: Jesco White (fantasma di Ga-Ga-Pee-Pap).
- Altri interpreti: Jim Fortier (Squid Satan).
- Ascolti USA: telespettatori 1.142.000 – rating/share 18-49 anni.[4]
- Sigla: Lynyrd Skynyrd.[5]
- Note: Nell'episodio appare un peluche dell'unicorno Ulisse di Cheyenne Cinnamon and the Fantabulous Unicorn of Sugar Town Candy Fudge.

## The Inkubator Lives!
- Diretto da: Jim Fortier e Dave Willis
- Scritto da: Jim Fortier e Dave Willis

### Trama
Tammi reclama il mantenimento dei figli, ma Rusty è troppo impegnato a recitare come supereroe notturno sotto lo pseudonimo di The Inkubator. Con grande dispiacere di Dan Halen, Inkubator spruzza il suo inchiostro dappertutto cercando di rubare del denaro. Lo sceriffo capisce chi è Inkubator e in quanto tale gli dice che l'autolavaggio sta assumendo gente e che potrebbe essere d'ottimo aiuto per risistemare le cose con Tammi e rivedere suo figlio. Tuttavia, Rusty finisce per derubare Early ma quando cerca di dare i soldi a Tammi, lei non accetta poiché capisce da subito come ha ottenuto quei soldi. Di conseguenza, Rusty restituisce i soldi e cerca di rimediare le cose con Tammi picchiando il suo capo. Lei si arrabbia, così Rusty getta via la maschera e il mantello e cerca di ottenere un vero lavoro.
- Guest star: Dave Stone (vulcano vivente nella serie TV).
- Altri interpreti: Faye Otto (Tammi).
- Ascolti USA: telespettatori 1.269.000 – rating/share 18-49 anni.[6]
- Sigla: Lera Lynn feat. Joshua Grange.[7][8][9]

## Drone to the Bone
- Diretto da: Jim Fortier e Dave Willis
- Scritto da: Jim Fortier e Dave Willis

### Trama
Rusty viene arruolato nell'esercito degli Stati Uniti da un sergente del personale all'interno di un'area arcade di un supermercato con il pretesto di giocare ai "videogiochi" (attacchi droni operativi). All'insaputa di Early e Granny, il campo di prova per questo nuovo programma di droni è in realtà di fronte alla loro proprietà, che presumono essere una nuova "comunità chiusa". Granny e Early irrompono nella città creata appositamente per i droni, che si scoprirà essere composta da case di scena dipinte con bersagli. Rusty è quindi costretto ad attaccare la città (per ricevere denaro per il college), ricevendo una contro-difesa da suo padre e da sua nonna. Dopo aver passato una lunga battaglia, alla fine della giornata, Rusty decide di premere il grilletto sulla sua famiglia e distruggere gli ultimi droni rimasti, abbandonando l'esercito e costringendolo a diventare un dissidente delle colline della Georgia.
- Altri interpreti: Cletus Bandywine (sergente).
- Ascolti USA: telespettatori 1.196.000 – rating/share 18-49 anni.[10]
- Sigla: Unknown Hinson.[11]
- Note: Il videogioco di Rusty è un riferimento a Robot Unicorn Attack, sviluppato sempre da Adult Swim.

## A Jailhouse Divided
- Diretto da: Jim Fortier e Dave Willis
- Scritto da: Casper Kelly, Jim Fortier e Dave Willis

### Trama
Lo Sceriffo è in corsa per la rielezione tuttavia inaspettatamente, la sua opposizione si rivela essere il suo vice Denny che sta guidando una campagna per il "cambiamento". Denny finisce per vincere comunque il nuovo ruolo di Sceriffo, decidendo di apportare piccole modifiche imbarazzanti alla politica attuale.
- Ascolti USA: telespettatori 1.360.000 – rating/share 18-49 anni.[12]
- Sigla: The Baseball Project.[13]
- Note: Lo sceriffo e Early portano rispettivamente un pigiama da gatto e un cappello da notte di Cheyenne Cinnamon and the Fantabulous Unicorn of Sugar Town Candy Fudge.

## Stop, Jammer Time
- Diretto da: Jim Fortier e Dave Willis
- Scritto da: Jim Fortier e Dave Willis

### Trama
Early si ritrova costretto a svolgere una serie di esperienze "umilianti" per compensare le sue devianze sessuali (che ora sono perseguite). La tattica si diffonde nell'intera città portando al caos generale e viene presa una decisione collettiva per avere un nuovo giudice. Dopo essere stati ricattati dal nuovo giudice, gli abitanti si riuniscono per ucciderlo in modo che possano continuare a commettere crimini.
- Guest star: Ellis Walden (Giudice Douglas Peppers), Lavell Crawford (Giudice Disturbatore).
- Altri interpreti: Dana Swanson (Donna), Shawn Coleman, Victoria Cook (Darla).
- Ascolti USA: telespettatori 863.000 – rating/share 18-49 anni.[14]
- Sigla: Shovels & Rope.[15]

## Thou Shale Not Drill
- Diretto da: Jim Fortier e Dave Willis
- Scritto da: Jim Fortier e Dave Willis

### Trama
La famiglia Cuyler ha un dibattito ben ponderato sulla pratica controversa delle fratture minerarie.
- Guest star: Ellis Walden (Boss delle fratture), Ralphie May (P-Nut).
- Altri interpreti: Dana Swanson (Donna).
- Ascolti USA: telespettatori 1.004.000 – rating/share 18-49 anni.[16]
- Sigla: Blackberry Smoke.[17]

## The Squid Stays in the Picture
- Diretto da: Jim Fortier e Dave Willis
- Scritto da: Jim Fortier e Dave Willis

### Trama
Early fa il tutto esaurio nella liberale Hollywood.
- Guest star: Rob Poynter.
- Altri interpreti: Sal Lupo.
- Ascolti USA: telespettatori 946.000 – rating/share 18-49 anni.[18]
- Sigla: Max Q.[19][20]

## Gun of a Son
- Diretto da: Jim Fortier e Dave Willis
- Scritto da: Jim Fortier e Dave Willis

### Trama
Early spara accidentalmente Rusty mentre è ubriaco.
- Guest star: Joe Randazzo (Joe), Dave Hill (soldato).
- Altri interpreti: Faye Otto (Tammi).
- Ascolti USA: telespettatori 1.134.000 – rating/share 18-49 anni.[21]
- Sigla: Chuck Leavell e Francine Reed.[22]